# Larry Trask
Robert Lawrence "Larry" Trask (Olean, Nova York, 10 de novembre de 1944 - Hove, Sussex, Regne Unit, 27 de març de 2004) va ser un lingüista nord-americà, radicat durant tota la seva vida professional en el Regne Unit.

## Biografia
Va néixer a l'estat de Nova York. Inicialment va estudiar Química al seu país natal, en l'estatal Rensselaer College i en la Brandeis University de Massachusetts però, després d'una breu temporada com a docent de química en el Peace Corps (agència federal nord-americana per promocionar l'entesa dels EUA amb la resta del món), i una altra en la Middle East Technical University d'Ankara (Turquia), va decidir traslladar-se a viure a Londres, on va conèixer i va contraure matrimoni amb la seva primera esposa, també química, la basca, Esther Barrutia. Possiblement a causa d'ella va començar a interessar-se pel basc i va descobrir la Lingüística. Es va graduar en aquesta ciència en el Central London Polytechnic i més tard va rebre el seu doctorat en la School of Oriental and African Studies de la Universitat de Londres. A partir de llavors va ensenyar en diverses universitats del Regne Unit, com la de Liverpool, des de 1979. El 1988 la Universitat de Sussex va crear per a ell una càtedra personal de Lingüística, que va exercir fins a la seva mort. Una vegada divorciat, va contreure segones núpcies amb Jan Lock.
Va arribar a ser una autoritat en llengua basca, i va ser membre honorari de Euskaltzaindia. També era un expert reconegut en Lingüística històrica i havia escrit sobre els problemes de l'origen de la llengua. Va publicar igualment un llibre de divulgació científica sobre la Lingüística.
Quan va morir, als 59 anys, es trobava gaudint d'una Leverhulme Fellowship per desenvolupar les seves recerques, compilant material per a un diccionari etimològic del basc. Patia alhora una esclerosi lateral amiotrófica que el va privar de parlar, la qual cosa no li va impedir seguir la seva correspondència per email i en llistes electròniques fins a dos dies abans de morir. Els col·legues li preparaven en aquells dies un volum d'homenatge pel seu 60 aniversari, que ell no va arribar a veure.
Entre els seus llibres, signats com a R.L. Trask, s'expliquen:
- Historical Linguistics (1996), ISBN 0-340-60758-0
- The History of Basque, Londres (1997), ISBN 0-415-13116-2. Reeditat en 2013 per Routledge, ISBN 978-0415131162, parcialment accessible en Google Books i a Amazon (consultats el 22-11-2013).
- Introducing Linguistics by R L Trask and Bill Mayblin (2000), ISBN 1-84046-169-1
- The Penguin Dictionary of English Grammar (2000), ISBN 0-14-051464-3
- Time Depth in Historical Linguistics (co-editor) (2000), ISBN 1-902937-06-6